# Josh Randall (Schauspieler, 1972)
Josh Randall (* 27. Januar 1972 in Pacific Grove, Kalifornien) ist ein US-amerikanischer Schauspieler. 

## Leben
Josh Randall wurde im Januar 1972 in Pacific Grove im US-Bundesstaat Kalifornien als zweites von drei Kindern geboren. Dort absolvierte er die Monterey High School. Seit 1995 tritt der Schauspieler in kleineren Rollen in Filmen und Fernsehserien auf. Von 2000 bis 2003 spielte Randall in 51 Folgen die Rolle des Dr. Michael Burton in der Fernsehserie Ed – Der Bowling-Anwalt. Von 2021 bis 2024 gehörte er als Sean Beckett in der Fernsehserie Station 19 in der fünften Staffel zunächst zur Nebenbesetzung und in den letzten beiden Staffeln zur Hauptbesetzung.
Randall war von 2000 bis 2013 mit Claire Rankin verheiratet.

## Filmografie (Auswahl)
- 1998: The Party Crashers
- 2000–2004: Ed – Der Bowling-Anwalt (Ed, Fernsehserie, 83 Episoden)
- 2000: Angel – Jäger der Finsternis (Angel, Fernsehserie, Episode 1x12)
- 2001: Lucky 13
- 2002: Geschichte der O – Untold Pleasures (The Story of O: Untold Pleasures)
- 2004: CSI: Miami (Fernsehserie, Episode 3x10)
- 2004: Cold Case – Kein Opfer ist je vergessen (Cold Case, Fernsehserie, Episode 2x08)
- 2005: Snow Wonder
- 2005: Lost (Fernsehserie, Episode 2x07)
- 2005–2006: Scrubs – Die Anfänger (Scrubs, Fernsehserie, 4 Episoden)
- 2006: Dating Alex (Courting Alex, Fernsehserie, 12 Episoden)
- 2007: Timber Falls
- 2007: One Of Our Own
- 2007: Life (Fernsehserie, Episode 2x13)
- 2008: Pushing Daisies (Fernsehserie, 2 Episoden)
- 2011: The Mentalist (Fernsehserie, Episode 3x13)
- 2011: Greek (Fernsehserie, 6 Episoden)
- 2011: Leverage (Fernsehserie, Episode 4x12)
- 2012: Grimm (Fernsehserie, Episode 1x16)
- 2012: Criminal Minds (Fernsehserie, 2 Episoden)
- 2012: Castle (Fernsehserie, Episode 5x02)
- 2013: Drop Dead Diva (Fernsehserie, Episode 5x06)
- 2013: Major Crimes (Fernsehserie, Episode 2x03)
- 2014: Scandal (Fernsehserie, Episode 4x02)
- 2014: Navy CIS (NCIS, Fernsehserie, Episode 12x06)
- 2016: The Shannara Chronicles (Fernsehserie, Episode 1x07)
- 2016: Scorpion (Fernsehserie, Episode 2x21)
- 2016: Quarry (Fernsehserie, 7 Episoden)
- 2017, 2022: Ozark (Fernsehserie, 3 Episoden)
- 2020: Fantasy Island
- 2021: Cowboy Bebop (Fernsehserie, Episode 1x08)
- 2021–2024: Station 19 (Fernsehserie, 46 Episoden)
- 2022: Westworld (Fernsehserie, 2 Episoden)
- 2022: Cosmo & Wanda: Wenn Elfen weiterhelfen (The Fairly OddParents: Fairly Odder, Fernsehserie, 2 Episoden, Stimme)
- 2024: Furiosa: A Mad Max Saga
- 2025: Untamed (Fernsehserie, 5 Episoden)